# Vioolconcert (Creith)
Guirne Creith componeerde haar Vioolconcert in g mineur gedurende de jaren 1932 tot en met 1934. Het is een curiosum binnen het repertoire.
Guirne M Creith, eigenlijke naam Gladys Mary Cohen, was een componiste, die voor haar muziek een schuilnamen hanteerde. Daarnaast was ook nog eens slordig met manuscripten, waardoor een groot gedeelte van haar oeuvre als vermist genoteerd staat. Na haar dood in 1996 kwam bij onderzoek een manuscript tevoorschijn van een bijna voltooid vioolconcert. Familie en kennissen waren verbouwereerd, niemand had een vermoeden dat ze aan een dergelijk werk had gewerkt. De zoons konden echter bevestigen dat het handschrift van het manuscript zonder meer aan hun moeder was toe te schrijven. Guirne M Creith, die zelf haar werk promootte probeerde Sir Adrian Boult het werk te laten spelen met als solist Albert Sammons. Sammons wilde het werk spelen op welke gelegenheid dan ook. Deze combinatie zou het werk nooit spelen. Een eerste uitvoering vond plaats tijdens een radio-uitzending van de BBC, waarbij Constant Lambert leiding gaf aan een van de omroeporkesten van destijds, wel met Sammons. Sammons had eerder de sonate voor viool en piano van Guirne M Creith gespeeld (samen met de componiste).
Het werk kwam terecht in een zeer conservatief ingesteld programma van:
- Gabriel Fauré – Suites Masques et Bergamasques
- Guirne M Creith - Vioolconcert
- Peter Warlock – Serenade for strings
- Carl Maria von Weber – Ouverture Der Freischutz.

Pas veel later volgde een openbare uitvoering op 4 juli 2009; de violist Tamsin Waley-Cohen, nicht van de componiste speelde het in een meer avontuurlijk programma:
- Hector Berlioz Symphonie fantastique
- Creith : Vioolconcert
- Ralph Vaughan Williams : Greensleeves Fantasia

Orkest van dienst was het West London Sinfonia onder leiding van Philip Hesketh.

## Muziek
Het concerto heeft de klassieke driedelige opzet:
1. maestoso (quasi recitativo) – Allegro non troppo – tranquillo- adagio
2. Adagio con intimi sentimento
3. Allegro vivace.

De recensies waren bij de radio-uitzending lovend; het vioolconcert stond qua sfeer recht tegenover de theoretische muziek van die tijd, denk bijvoorbeeld aan het twaalftoonstelsel. De muziek is romantiek en past ook in de stroming Romantiek (zie alleen al de aanduidingen van deel 2).

## Orkestratie
De orkestratie is weergegeven in de benaming zoals op het titelblad is vermeld:
- 2 Flauti; 2 Oboi, 2 Clarinetti in Bb, 2 Fagotti
- 4 Corni in F, 2 Trombe in C; 3 Tromboni
- 1 Timpani, 1 Arpa
- Violine, Viole, Violoncelli en Contra Bassi

In de moderne uitgave werd de 3 trombone vervangen door een bastrombone en de vioolpartij gesplitst in eerste en tweede viool.

## Discografie
- Uitgave Dutton Vocalion: Royal Scottish National Orchestra o.l.v. Martin Yates, soliste Lorraine McAslan; een opname van augustus 2008 in een serie vergeten Britse klassieke muziek.

## Bron
- de compact disc
- guinrecreith.co.uk